# Llista de monuments del Racó d'Ademús
Llista de monuments del Racó d'Ademús inscrits en l'Inventari General del Patrimoni Cultural Valencià per la comarca del Racó d'Ademús.
S'inclouen els monuments declarats com a Béns d'Interés Cultural (BIC), classificats com a béns immobles sota la categoria de monuments (realitzacions arquitectòniques o d'enginyeria, i obres d'escultura colossal), i els monuments declarats com a Béns immobles de rellevància local (BRL). Estan inscrits en l'Inventari General del Patrimoni Cultural Valencià, en les seccions 1a i 2a respectivament.

## Ademús
| Monument                                        | Prot.? | Estil/època             | Localització               | Coordenades                                          | Codi?         | Imatge |
| ----------------------------------------------- | ------ | ----------------------- | -------------------------- | ---------------------------------------------------- | ------------- | --- |
| Castell d'Ademús                                | BIC    | Arquitectura medieval   | Ademús Turó prop del poble | 40° 03′ 45″ N, 1° 17′ 16″ O / 40.0625°N,1.287778°O   | RI-51-0010912 | Castell d'Ademús · Vegeu més fotos d'aquest monument · Carregueu una nova foto d'aquest monument                                        |
| Ermita de Sant Joaquim                          | BRL    | S.XIII                  | Ademús                     | 40° 03′ 40″ N, 1° 17′ 12″ O / 40.061247°N,1.2868°O   | 46.09.001-003 | Ermita de Sant Joaquim (Ademús) · Vegeu més fotos d'aquest monument · Carregueu una nova foto d'aquest monument                         |
| Ermita de Sant Miquel Arcàngel, i Calvari       | BRL    |                         | Ademús Val de la Sabina    | 40° 03′ 16″ N, 1° 14′ 30″ O / 40.054565°N,1.241688°O | 46.09.001-007 | Ermita de Sant Miquel Arcàngel (Ademús) · Vegeu més fotos d'aquest monument · Carregueu una nova foto d'aquest monument                 |
| Ermita de Sant Roc                              | BRL    | Desapareguda            | Ademús                     |                                                      | 46.09.001-006 | Carregueu una nova foto d'aquest monument                                                                                               |
| Església de la Mare de Déu de l'Horta, o ermita | BRL    | Romànic S. XII; S. XIII | Ademús Barri El Molino     | 40° 03′ 54″ N, 1° 17′ 03″ O / 40.065°N,1.284167°O    | 46.09.001-002 | Església de la Mare de Déu de l'Horta (Ademús) · Vegeu més fotos d'aquest monument · Carregueu una nova foto d'aquest monument          |
| Església parroquial de la Immaculada Concepció  | BRL    | S.XVIII                 | Ademús Sesga               | 40° 01′ 35″ N, 1° 11′ 42″ O / 40.026468°N,1.195068°O | 46.09.001-005 | Església parroquial de la Immaculada Concepció (Ademús) · Vegeu més fotos d'aquest monument · Carregueu una nova foto d'aquest monument |
| Església parroquial de Sant Pere i Sant Pau     | BRL    | S.XVI; S.XVII           | Ademús Pl. de l'Església   | 40° 03′ 41″ N, 1° 17′ 12″ O / 40.061328°N,1.286790°O | 46.09.001-001 | Església parroquial de Sant Pere i Sant Pau (Ademús) · Vegeu més fotos d'aquest monument · Carregueu una nova foto d'aquest monument    |
| Església parroquial de Santa Bàrbara            | BRL    | S.XVII                  | Ademús Mas del Olmo        | 40° 04′ 02″ N, 1° 10′ 24″ O / 40.067284°N,1.173405°O | 46.09.001-004 | Església parroquial de Santa Bàrbara (Ademús) · Vegeu més fotos d'aquest monument · Carregueu una nova foto d'aquest monument           |

## Cases Altes
| Monument                                      | Prot.? | Estil/època   | Localització                          | Coordenades                                          | Codi?         | Imatge |
| --------------------------------------------- | ------ | ------------- | ------------------------------------- | ---------------------------------------------------- | ------------- | --- |
| Església parroquial de la Santíssima Trinitat | BRL    | S.XVII (1615) | Cases Altes Pl. Serafín Manzano Rubio | 40° 02′ 23″ N, 1° 15′ 44″ O / 40.039694°N,1.262333°O | 46.09.087-001 | Església parroquial de la Santíssima Trinitat (Cases Altes) · Vegeu més fotos d'aquest monument · Carregueu una nova foto d'aquest monument |
| Nucli històric tradicional                    | BRL    |               | Cases Altes                           | 40° 02′ 22″ N, 1° 15′ 42″ O / 40.0394°N,1.2617°O     | 46.09.087-002 | Nucli històric tradicional (Cases Altes) · Vegeu més fotos d'aquest monument · Carregueu una nova foto d'aquest monument                    |

## Cases Baixes
| Monument                             | Prot.? | Estil/època | Localització                       | Coordenades                                        | Codi?         | Imatge |
| ------------------------------------ | ------ | ----------- | ---------------------------------- | -------------------------------------------------- | ------------- | --- |
| Església parroquial de Sant Salvador | BRL    | S.XVII      | Cases Baixes Pl. del Rey Don Jaime | 40° 01′ 25″ N, 1° 15′ 38″ O / 40.02361°N,1.26069°O | 46.09.088-001 | Església parroquial de Sant Salvador (Cases Baixes) · Vegeu més fotos d'aquest monument · Carregueu una nova foto d'aquest monument |

## Castellfabib
| Monument                                            | Prot.? | Estil/època                                                        | Localització                      | Coordenades                                          | Codi?         | Imatge |
| --------------------------------------------------- | ------ | ------------------------------------------------------------------ | --------------------------------- | ---------------------------------------------------- | ------------- | --- |
| Església parroquial de Nostra Senyora dels Àngels   | BIC    | Arquitectura medieval - Neoclassicisme S.XIII-S.XIV; S.XVII; S.XIX | Castellfabib C. Església, 1       | 40° 07′ 52″ N, 1° 18′ 14″ O / 40.131188°N,1.303865°O | RI-51-0011981 | Església parroquial de Nostra Senyora dels Àngels (Castellfabib) · Vegeu més fotos d'aquest monument · Carregueu una nova foto d'aquest monument   |
| Restes del castell i muralles de Castellfabib       | BIC    | Arquitectura medieval                                              | Castellfabib Turó dalt del poble  | 40° 07′ 51″ N, 1° 18′ 15″ O / 40.130717°N,1.304250°O | RI-51-0011186 | Restes del castell i muralles (Castellfabib) · Vegeu més fotos d'aquest monument · Carregueu una nova foto d'aquest monument                       |
| Convent de Sant Guillem                             | BRL    | S.XVI                                                              | Castellfabib Als afores del poble | 40° 07′ 41″ N, 1° 18′ 02″ O / 40.128147°N,1.300594°O | 46.09.092-010 | Convent de Sant Guillem (Castellfabib) · Vegeu més fotos d'aquest monument · Carregueu una nova foto d'aquest monument                             |
| Ermita de Sant Marc                                 | BRL    |                                                                    | Castellfabib Los Santos           | 40° 06′ 28″ N, 1° 16′ 54″ O / 40.107756°N,1.281717°O | 46.09.092-005 | Ermita de Sant Marc (Castellfabib) · Modifica el valor a Wikidata · Carregueu una nova foto d'aquest monument                                      |
| Ermita de Sant Roc                                  | BRL    |                                                                    | Castellfabib                      |                                                      | 46.09.092-011 | Carregueu una nova foto d'aquest monument |
| Església de Sant Dídac                              | BRL    |                                                                    | Castellfabib El Rato              | 40° 08′ 52″ N, 1° 18′ 44″ O / 40.147706°N,1.312339°O | 46.09.092-013 | Església de Sant Dídac (Castellfabib) · Vegeu més fotos d'aquest monument · Carregueu una nova foto d'aquest monument                              |
| Església de los Santos                              | BRL    |                                                                    | Castellfabib                      | 40° 06′ 25″ N, 1° 16′ 55″ O / 40.10690°N,1.28189°O   | 46.09.092-015 | Carregueu una nova foto d'aquest monument |
| Església de la Verge de Gràcia, o ermita            | BRL    |                                                                    | Castellfabib                      | 40° 07′ 57″ N, 1° 18′ 29″ O / 40.132594°N,1.307931°O | 46.09.092-002 | Església de la Verge de Gràcia (Castellfabib) · Vegeu més fotos d'aquest monument · Carregueu una nova foto d'aquest monument                      |
| Església parroquial de Sant Joaquim i Santa Bàrbara | BRL    |                                                                    | Castellfabib El Royo              | 40° 07′ 17″ N, 1° 25′ 14″ O / 40.121261°N,1.420506°O | 46.09.092-003 | Església parroquial de Sant Joaquim i Santa Bàrbara (Castellfabib) · Vegeu més fotos d'aquest monument · Carregueu una nova foto d'aquest monument |
| Església parroquial de Sant Sebastià, o ermita      | BRL    |                                                                    | Castellfabib El Mas de Jacinto    | 40° 07′ 44″ N, 1° 15′ 01″ O / 40.128771°N,1.250411°O | 46.09.092-004 | Església parroquial de Sant Sebastià (Castellfabib) · Vegeu més fotos d'aquest monument · Carregueu una nova foto d'aquest monument                |

## La Pobla de Sant Miquel
| Monument                                    | Prot.? | Estil/època | Localització                              | Coordenades                                          | Codi?         | Imatge |
| ------------------------------------------- | ------ | ----------- | ----------------------------------------- | ---------------------------------------------------- | ------------- | --- |
| Ermita de la Puríssima i Calvari            | BRL    | S.XVII      | La Pobla de Sant Miquel                   | 40° 02′ 37″ N, 1° 08′ 32″ O / 40.043639°N,1.142208°O | 46.09.201-003 | Ermita de la Puríssima (la Pobla de Sant Miquel) · Vegeu més fotos d'aquest monument · Carregueu una nova foto d'aquest monument                      |
| Ermita de Sant Roc                          | BRL    |             | La Pobla de Sant Miquel                   | 40° 02′ 56″ N, 1° 08′ 24″ O / 40.048868°N,1.140086°O | 46.09.201-002 | Ermita de Sant Roc (la Pobla de Sant Miquel) · Vegeu més fotos d'aquest monument · Carregueu una nova foto d'aquest monument                          |
| Ermita de Santa Quitèria                    | BRL    |             | La Pobla de Sant Miquel                   |                                                      | 46.09.201-004 | Carregueu una nova foto d'aquest monument |
| Església parroquial de Sant Miquel Arcàngel | BRL    | S. XVIII    | La Pobla de Sant Miquel Pl. de San Miguel | 40° 02′ 42″ N, 1° 08′ 40″ O / 40.044994°N,1.144341°O | 46.09.201-001 | Església parroquial de Sant Miquel Arcàngel (la Pobla de Sant Miquel) · Vegeu més fotos d'aquest monument · Carregueu una nova foto d'aquest monument |

## Torre Baixa
| Monument                                                                               | Prot.? | Estil/època           | Localització                           | Coordenades                                          | Codi?         | Imatge |
| -------------------------------------------------------------------------------------- | ------ | --------------------- | -------------------------------------- | ---------------------------------------------------- | ------------- | --- |
| Torre de Torre Baixa                                                                   | BIC    | Arquitectura medieval | Torre Baixa Pl. enclavament Torre Alta | 40° 07′ 10″ N, 1° 15′ 25″ O / 40.119552°N,1.256921°O | RI-51-0010978 | La Torre (Torre Baixa) · Modifica el valor a Wikidata · Carregueu una nova foto d'aquest monument                                                 |
| Casa senyorial dels Ruiz de Castelblanque                                              | BIC    | S. XVI; s. XVIII      | Torre Baixa Pl. Ajuntament             | 40° 05′ 46″ N, 1° 15′ 23″ O / 40.096208°N,1.256478°O | 46.09.242-008 | Casa senyorial dels Ruiz de Castelblanque (Torre Baixa) · Carregueu una nova foto d'aquest monument                                               |
| Casa senyorial dels Garcés de Marcilla a Torre Alta, o Casa senyorial a la plaça Major | BRL    | S.XVI                 | Torre Baixa C. del Remedio, Torre Alta | 40° 07′ 12″ N, 1° 15′ 26″ O / 40.119917°N,1.257222°O | 46.09.242-009 | Casa senyorial dels Garcés de Marcilla a Torre Alta (Torre Baixa) · Vegeu més fotos d'aquest monument · Carregueu una nova foto d'aquest monument |
| Ermita de Sant Josep                                                                   | BRL    |                       | Torre Baixa Villar de Orchet           | 40° 05′ 23″ N, 1° 15′ 19″ O / 40.0897°N,1.2553°O     | 46.09.242-004 | Ermita de Sant Josep (Torre Baixa) · Carregueu una nova foto d'aquest monument                                                                    |
| Ermita de Sant Roc                                                                     | BRL    |                       | Torre Baixa Torre Alta                 | 40° 05′ 45″ N, 1° 15′ 32″ O / 40.09589°N,1.25892°O   | 46.09.242-002 | Ermita de Sant Roc (Torre Baixa) · Carregueu una nova foto d'aquest monument                                                                      |
| Església parroquial de Santa Anna                                                      | BRL    | S.XIII                | Torre Baixa C. del Remedio, Torre Alta | 40° 07′ 10″ N, 1° 15′ 25″ O / 40.11931°N,1.25681°O   | 46.09.242-003 | Carregueu una nova foto d'aquest monument |
| Església parroquial de Santa Marina                                                    | BRL    |                       | Torre Baixa                            | 40° 05′ 44″ N, 1° 15′ 24″ O / 40.095684°N,1.256564°O | 46.09.242-001 | Església parroquial de Santa Marina (Torre Baixa) · Vegeu més fotos d'aquest monument · Carregueu una nova foto d'aquest monument                 |

## Vallanca
| Monument                                          | Prot.? | Estil/època | Localització           | Coordenades                                          | Codi?         | Imatge |
| ------------------------------------------------- | ------ | ----------- | ---------------------- | ---------------------------------------------------- | ------------- | --- |
| Ermita de Sant Roc                                | BRL    |             | Vallanca               | 40° 03′ 45″ N, 1° 20′ 34″ O / 40.062558°N,1.342875°O | 46.09.252-004 | Ermita de Sant Roc (Vallanca) · Vegeu més fotos d'aquest monument · Carregueu una nova foto d'aquest monument                                |
| Església parroquial de la Mare de Déu dels Àngels | BRL    | S. XVII     | Vallanca Pl. de España | 40° 03′ 47″ N, 1° 20′ 20″ O / 40.063037°N,1.338874°O | 46.09.252-001 | Església parroquial de la Mare de Déu dels Àngels (Vallanca) · Vegeu més fotos d'aquest monument · Carregueu una nova foto d'aquest monument |